# کلایه (رودبار الموت)
کلایه روستایی در دهستان الموت پائین، بخش رودبار الموت شرقی، شهرستان قزوین در استان قزوین ایران است. در سرشماری ۱۳۸۵ این روستا ۲۶۹ نفر جمعیت (۱۰۳ خانوار) داشته است.